# Wace

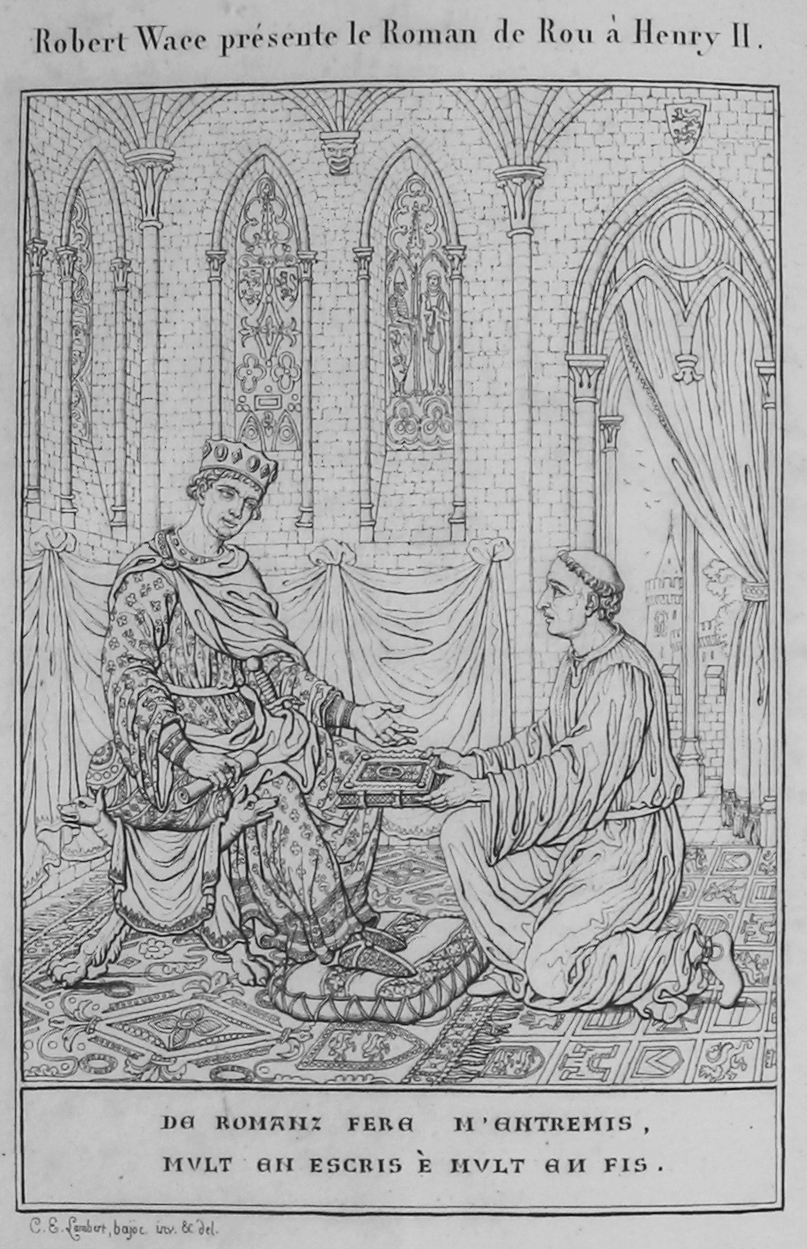
Wace apresenta o Roman de Rou à Henrique II de Inglaterra.

Wace, também conhecido como Guace ou Wistace (cerca de 1100, Jersey – entre 1174 e 1183), é um poeta normando conhecido na história da literatura por suas duas maiores obras: o Roman de Brut e o Roman de Rou. No século XVIII ele passou a ser erroneamente chamado de « Robert Wace », e no século XIX passaram a acreditar que ele teria origem nobre.

## Biografia
Ele passa a juventude em Caen onde foi educado para se tornar clérigo.. Mais tarde, ele prosseguiu seus estudos na Île-de-France (Chartres ou Paris). Ele voltaria então para Caen para então se dedicar a literatura. No Roman de Rou, ele se dizia um clerc lisant (algo como clérigo leitor). O papel designado por esta expressão gerou uma série de textos literários, apesar de seu senso exato ter se perdido. De todo modo, supõe-se que ele seria um clérigo que se dedicava à leitura ou que era uma espécie de professor. No início de sua carreira literária, Wace escreveu poemas líricos, mas nenhum deles sobreviveu até nosso tempo. Dos textos escritos neste período (1130-1150), apenas três obras hagiográficas sobreviveram. Em 1155, Wace a termina de escrever seu Roman de Brut, uma crônica escrita em francês antigo sobre os reis da Bretanha.
Na terceira parte de sua obra, Wace menciona ter recebido como presente do rei da Inglaterra uma prebenda como incentivo para que escrevesse a obra. Alguns documentos mostram que ele recebeu esta prebenda entre 1165 e 1169. Porém, com o término da obra, Wace diz que o rei deixou de ser generoso com ele, tendo retirado seu direito a este benefício.
A data da morte de Wace é incerta. O evento mais recente narrado por ele data de 1174 e ele menciona Henrique, o Jovem como estando vido na época em que o texto foi escrito. Como este só morreu em 1183, acredita-se que Wace tenha morrido em algum ponto neste intervalo..
No texto, Wace conta sua vida:

Se l'on demande qui ço dist,
qui ceste estoire en romanz fist,
jo di e dirai que jo sui
Wace de l'isle de Gersui,
qui est en mer vers occident,
al fieu de Normendie apent.
En l'isle de Gersui fui nez,
a Chaem fui petiz portez,
illoques fui a letres mis,
pois fui longues en France apris ;
quant jo de France repairai
a Chaem longues conversai,
de romanz faire m'entremis,
mult en escris et mult en fis.
Par Deu aïe e par le rei
- altre fors Deu servir ne dei -
m'en fu donee, Deus li rende,
a Baieues une provende.
rei Henri segont vos di,
nevo Henri, pere Henri.

## Obras

### Obras hagiográficas
No início de sua carreira literária, Wace escreveu uma série de textos sobre a vida dos santos em versos octassílabos. Apenas três obras chegaram até nós:
- Vie de sainte Marguerite, escrita por volta de 1130-40 ;
- La Conception de Notre Dame, escrita por volta de 1130-40, mas provavelmente depois da obra citada anteriormente;
- Vie de Saint Nicolas, escrita por volta de 1150.

### Obras historiográficas

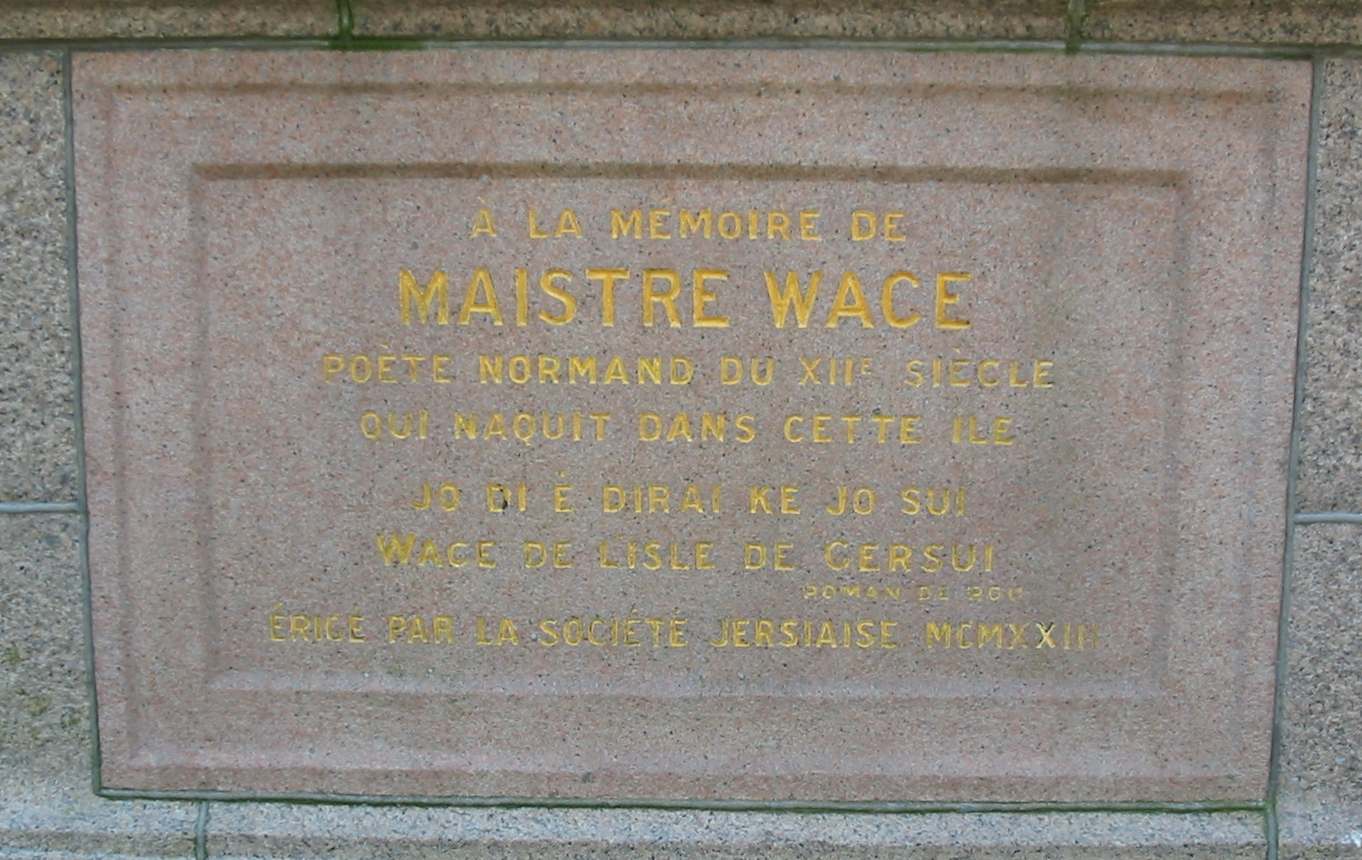
Placa em memória de Wace no Vièr Marchi de Saint-Hélier.

O Roman de Brut (ou Brut d'Angleterre), concluído em 1155 é a mais antiga crônica escrita em francês antigo sobre os reis da Grã-Bretanha. Esta obra é composta de 14 866 versos octassílabos. Wace dizia tratar-se de uma tradução, mas era bem mais que isso. Ela é baseada numa das primeiras versões da Historia Regum Britanniae de Geoffrey de Monmouth (cerca de 1138), mas também contém elementos retirados da tradição oral e talvez de outras fontes escritas.
O Roman de Brut traça a história dos reis bretãos a partir de uma suposta origem troiana, passando pela fundação da Inglaterra por Brutus (Brut), até o fim do reinado do rei Arthur, com as invasões dos saxões no fim do século VII. Esta é a primeira obra que faz referência à Távola Redonda, ligando os cavaleiros a certas tradições célticas de onde irá nascer a ideia dos Cavaleiros da Távola Redonda.

## Edições de suas obras
- Le Roman de Rou et des ducs de Normandie, Rouen, Édouard Frère, 1827. Tome I, Tome II Google Books.
- Roman de Rou, editado por J. Holden, 3 volumes. Paris, 1970-1973.
- The Roman de Rou, traduzido para o francês por G. S. Burgess, St Helier, 2002
- Le Roman de Brut, Rouen, Édouard Frère, 1836.
- Roman de Brut, I. Arnold, 2 vols., Paris, 1938-1940.
- Life of St Nicholas, M. Crawford, 1923.
- Vie de Saint Nicolas, E. Ronsjö, 1942.
- La vie de Sainte Marguerite, E. A. Francis, 1932.
- Vie de Sainte Marguerite, H.-E. Keller, 1990.
- Conception Nostre Dame, W. R. Ashford, 1933.